# Red Oak (Texas)
Red Oak è un centro abitato degli Stati Uniti d'America, situato nella contea di Ellis dello Stato del Texas.
La popolazione era di 11.081 persone al 2012.

## Geografia fisica
Red Oak è situata a 32°31′32″N 96°48′22″W.
Secondo lo United States Census Bureau, ha un'area totale di 7,8 miglia quadrate (20 km²).

## Società

### Evoluzione demografica
Secondo il censimento del 2000, c'erano 4.301 persone, 1.570 nuclei familiari e 1.238 famiglie residenti nella città. La densità di popolazione era di 550,0 persone per miglio quadrato (212,4/km²). C'erano 1.625 unità abitative a una densità media di 207,8 per miglio quadrato (80,2/km²). La composizione etnica della città era formata dall'85,98% di bianchi, il 5,42% di afroamericani, lo 0,53% di nativi americani, lo 0,88% di asiatici, il 4,65% di altre razze, e il 2,53% di due o più etnie. Ispanici o latinos di qualunque razza erano l'11,69% della popolazione.
C'erano 1.570 nuclei familiari di cui il 43,9% aveva figli di età inferiore ai 18 anni, il 58,5% erano coppie sposate conviventi, il 16,6% aveva un capofamiglia femmina senza marito, e il 21,1% erano non-famiglie. Il 19,0% di tutti i nuclei familiari erano individuali e il 6,2% aveva componenti con un'età di 65 anni o più che vivevano da soli. Il numero di componenti medio di un nucleo familiare era di 2,74 e quello di una famiglia era di 3,10.
La popolazione era composta dal 30,6% di persone sotto i 18 anni, l'8,2% di persone dai 18 ai 24 anni, il 31,4% di persone dai 25 ai 44 anni, il 22,6% di persone dai 45 ai 64 anni, e il 7,3% di persone di 65 anni o più. L'età media era di 33 anni. Per ogni 100 femmine c'erano 89,9 maschi. Per ogni 100 femmine dai 18 anni in giù, c'erano 87,2 maschi.
Il reddito medio di un nucleo familiare era di 48.583 dollari, e quello di una famiglia era di 61.250 dollari. I maschi avevano un reddito medio di 38.227 dollari contro i 26.276 dollari delle femmine. Il reddito pro capite era di 20.049 dollari. Circa il 6,3% delle famiglie e il 6,2% della popolazione erano sotto la soglia di povertà, incluso il 9,1% di persone sotto i 18 anni e il 5,5% di persone di 65 anni o più.